# Hohe Munde
Hohe Munde är ett berg i Österrike.   Det ligger i distriktet Innsbruck-Land och förbundslandet Tyrolen, i den västra delen av landet, 400 km väster om huvudstaden Wien. Toppen på Hohe Munde är 2 592 meter över havet. Hohe Munde ingår i Mieminger Gebirge.
Terrängen runt Hohe Munde är bergig norrut, men söderut är den kuperad. Närmaste större samhälle är Telfs, 4,5 km söder om Hohe Munde. 
I omgivningarna runt Hohe Munde växer i huvudsak barrskog. Runt Hohe Munde är det ganska tätbefolkat, med 80 invånare per kvadratkilometer.